# Урси, Агустин
Агустин Хосе Урси (исп. Agustín José Urzi; родился 4 мая 2000, Ломас-де-Самора) — аргентинский футболист, левый вингер мексиканского клуба «Хуарес», выступающий на правах аренды за аргентинский «Уракан».

## Клубная карьера
Воспитанник футбольной академии «Банфилда», выступал за команду с 2008 года. В сезоне 2018/19 начал привлекаться к тренировкам в основном составе. 1 декабря 2018 года дебютировал в основном составе «Банфилда» в матче против «Архентинос Хуниорс». 4 марта 2019 года забил свой первый гол за клуб в матче против «Атлетико Тукуман».

## Карьера в сборной
В мае 2019 года был вызван в состав сборной Аргентины до 20 лет на чемпионат мира по футболу среди команд до 20 лет.